# Louis Joseph Ghislain Parmentier

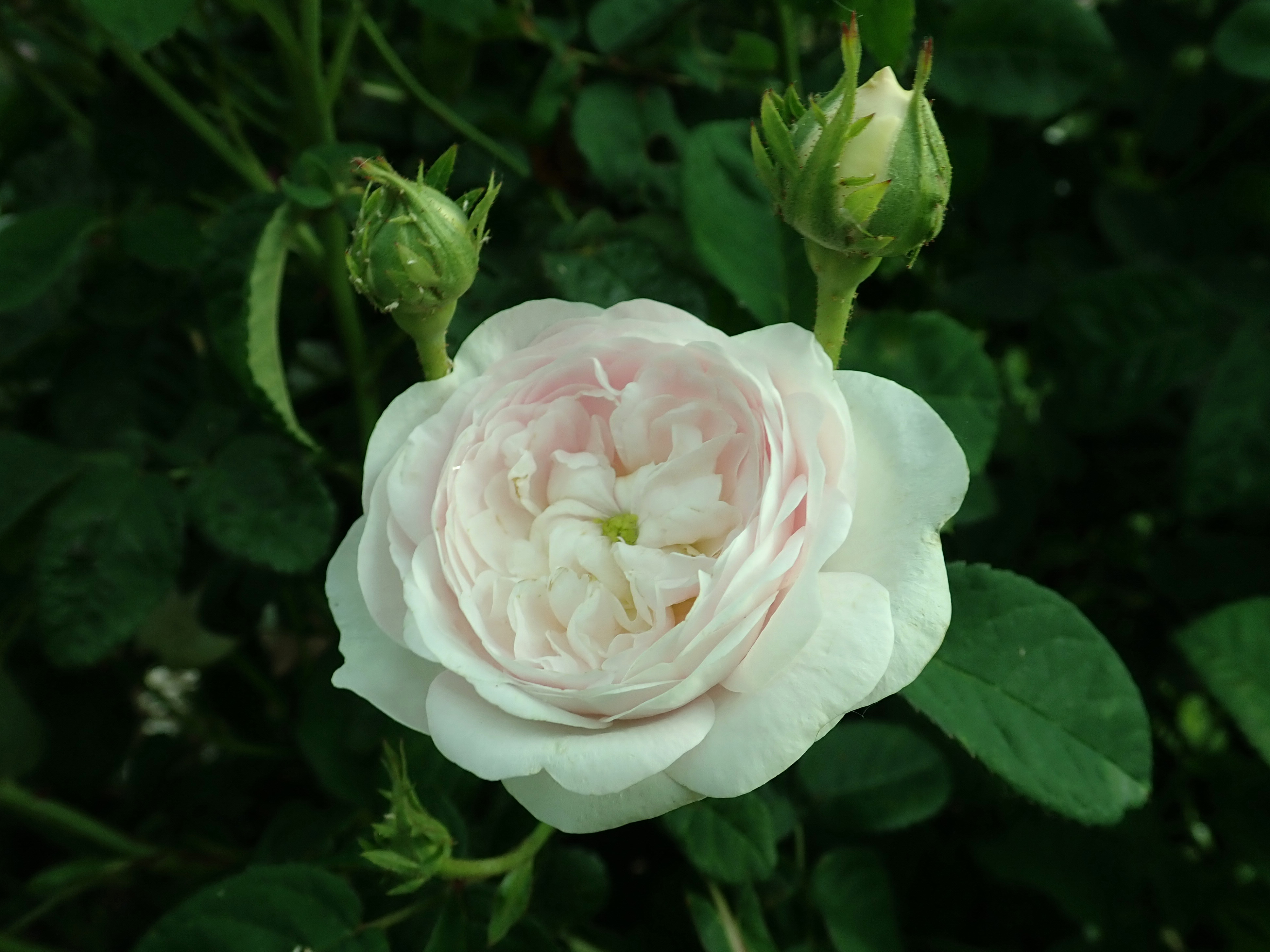
Parmentiers Rose 'Belle Isis' gehört zu den Vorfahren einiger englischer Rosen.

Louis Joseph Ghislain Parmentier, oder kurz Louis Parmentier (* 9. August 1782 in Enghien; † 1. April 1847 ebenda), war ein bedeutender belgischer Rosenzüchter.

## Leben
Er war das neunte von elf Kindern von André Parmentier und Marie Horlait. Sein Vater und sein Großvater waren beide Rechtsanwälte und hatten außerdem die Ämter des Vogtes von Tubize, Oisquercq und anderer Orte inne.
Zwei Brüder von Louis Parmentier hatten ebenfalls mit Botanik zu tun: Joseph Julien Ghislain Parmentier war ein sehr bekannter Gartenbauer, sowie zwischen 1802 und 1830 Bürgermeister und Oberbürgermeister von Enghien, und André Joseph Ghislain Parmentier war Gartenarchitekt.
Louis Parmentier sammelte und züchtete Rosen und kreierte auf dem Kloosterberg (Hérinnes) in der Nähe von Enghien einen großen Garten von europäischem Rang. Er hatte Kontakte zu den größten Rosenzüchtern seiner Zeit, darunter auch Joséphine de Beauharnais. Manche seiner Züchtungen wurden von seinem Freund Louis van Houtte vertrieben.

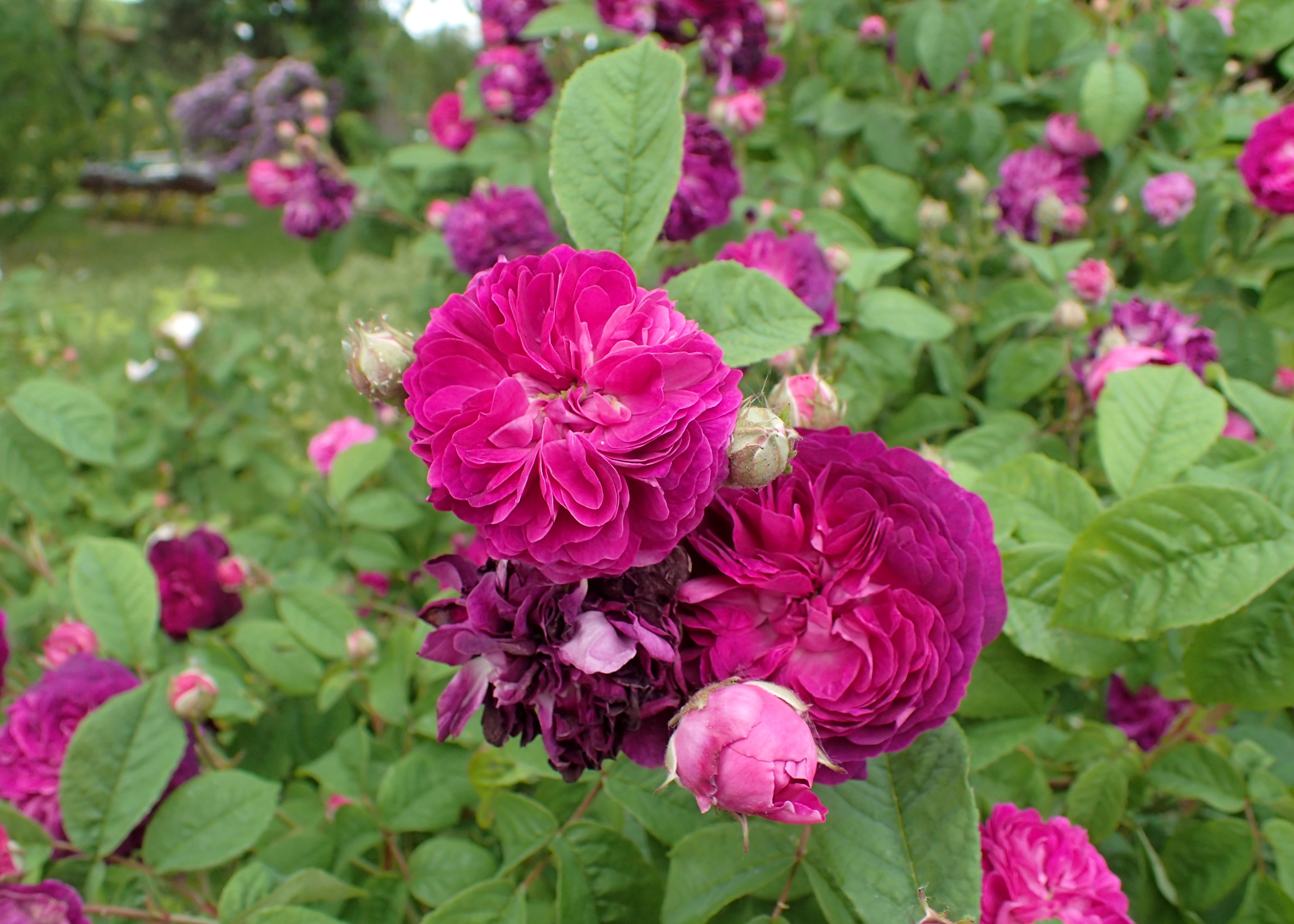
Die Rosa gallica 'Hippolyte' von Parmentier

Parmentier war auch Verwalter der Domaine der Familie d'Arenberg in Enghien und benannte zwei seiner Rosen nach Mitgliedern der Arenberg.
Bei seinem Tod hinterließ Parmentier mehr als 12.000 Pflanzen von rund 3.000 Sorten. Seine Witwe, Marie-Désirée Pletincx, bot die gesamte Sammlung ihres Mannes zum Verkauf an, was am 16. Juli 1847 in einer öffentlichen Versteigerung gipfelte, die aus verschiedenen Gründen als Katastrophe angesehen wurde.
Aus einem Katalog, der zu diesem Anlass erschien, geht hervor, dass Parmentier 855 Sorten selber gezüchtet hatte – von diesen hatten 250 noch keinen Namen. Der Katalog enthält jedoch keinerlei Beschreibung der Rosen. Eine umso wichtigere Quelle zu Parmentiers Rosensorten ist daher Adolph Ottos 1858 erschienenes Buch Cultur der Rosen, worin etwa 100 Rosen von Parmentier beschrieben sind.
Die meisten seiner Sorten waren Gallica-Hybriden, neben Alba-Rosen, Centifolien, Moosrosen, Damaszener- und Herbstdamaszener-Rosen, sowie einigen Sorten der seinerzeit noch neueren Bourbon-, Remontant-, Noisette- und China-Rosen. Von Parmentier stammen einige der schönsten und berühmtesten Alten Rosen, die sich aus dem 19. Jahrhundert erhalten haben, darunter 'Félicité Parmentier', 'Désirée Parmentier', 'Tricolore de Flandre', die 'Rose de Schelfhout', 'Bella Doria' und wahrscheinlich auch die dunkel-purpurne 'Cardinal de Richelieu'. Im 20. Jahrhundert verwendete der englische Rosenzüchter David Austin die zart-rosa-farbene Parmentier-Rose 'Belle Isis' für die Züchtung der Rose 'Constance Spry', von der wiederum mehrere andere englische Rosen abstammen.
Etwa 20 Parmentier-Rosen werden in den Rosengärten von L’Haÿ-les-Roses und in Sangerhausen kultiviert.

## Galerie: Rosen von Parmentier

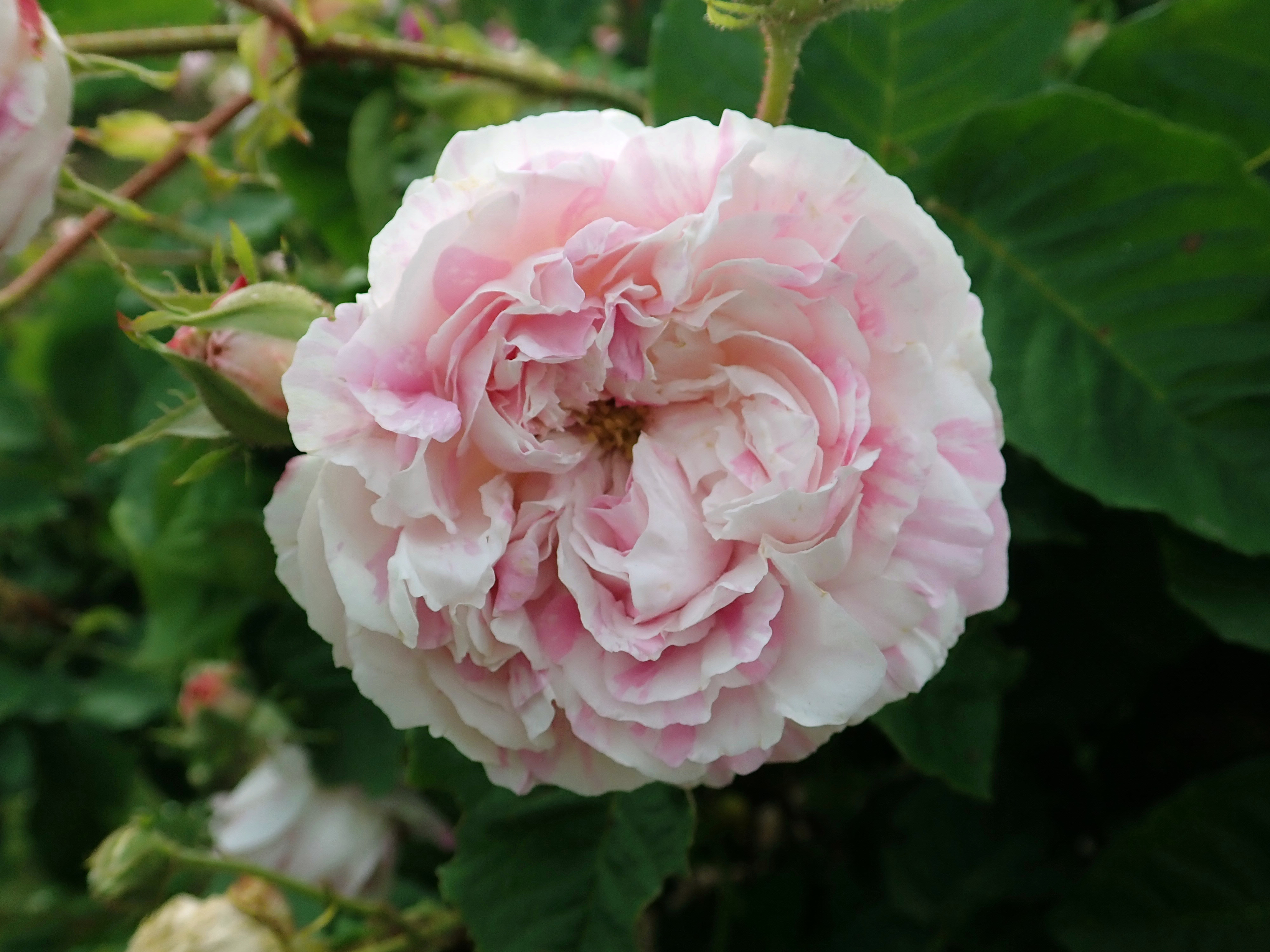
'Tricolore de Flandre'
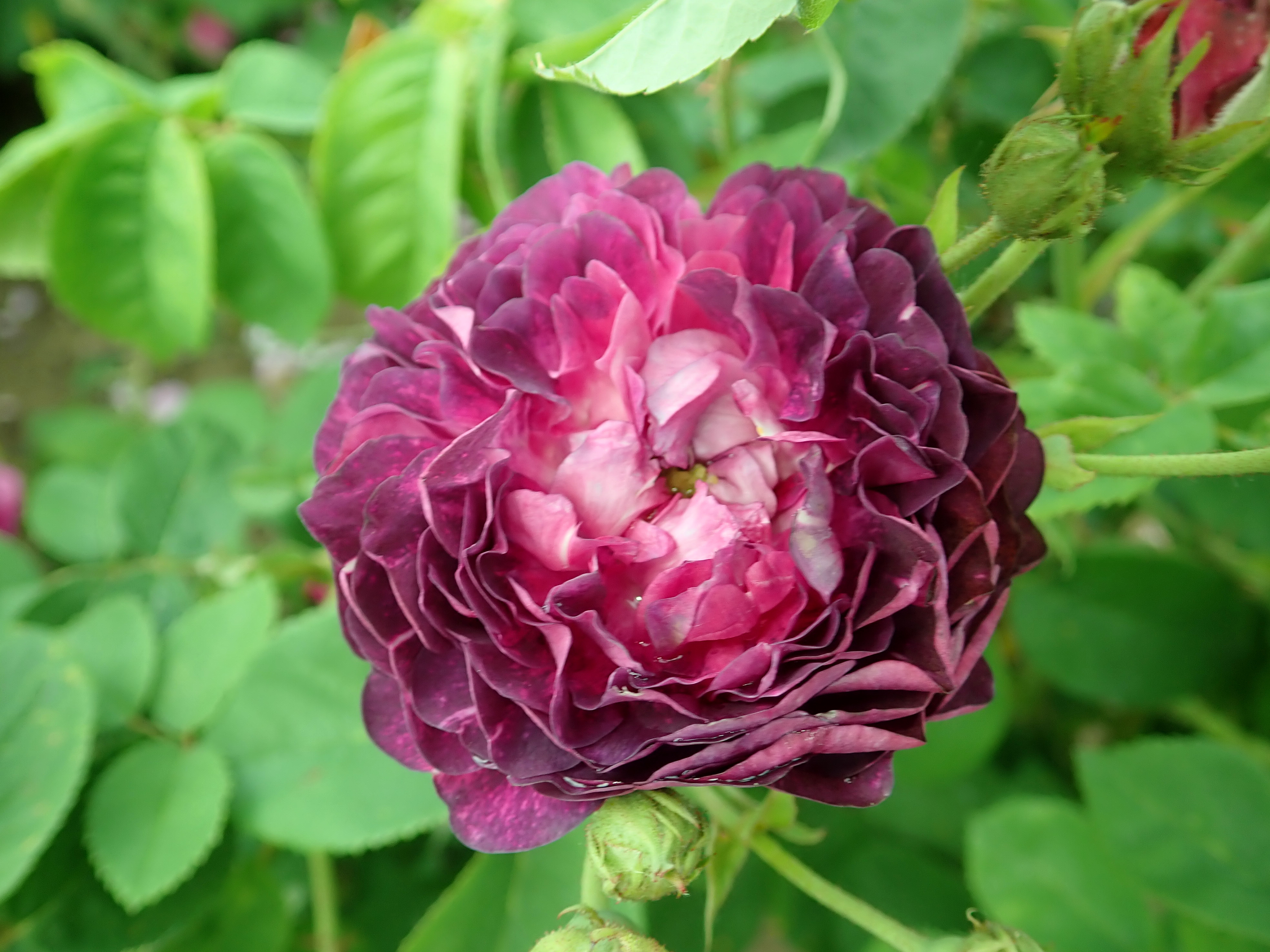
'Prince Frédéric'
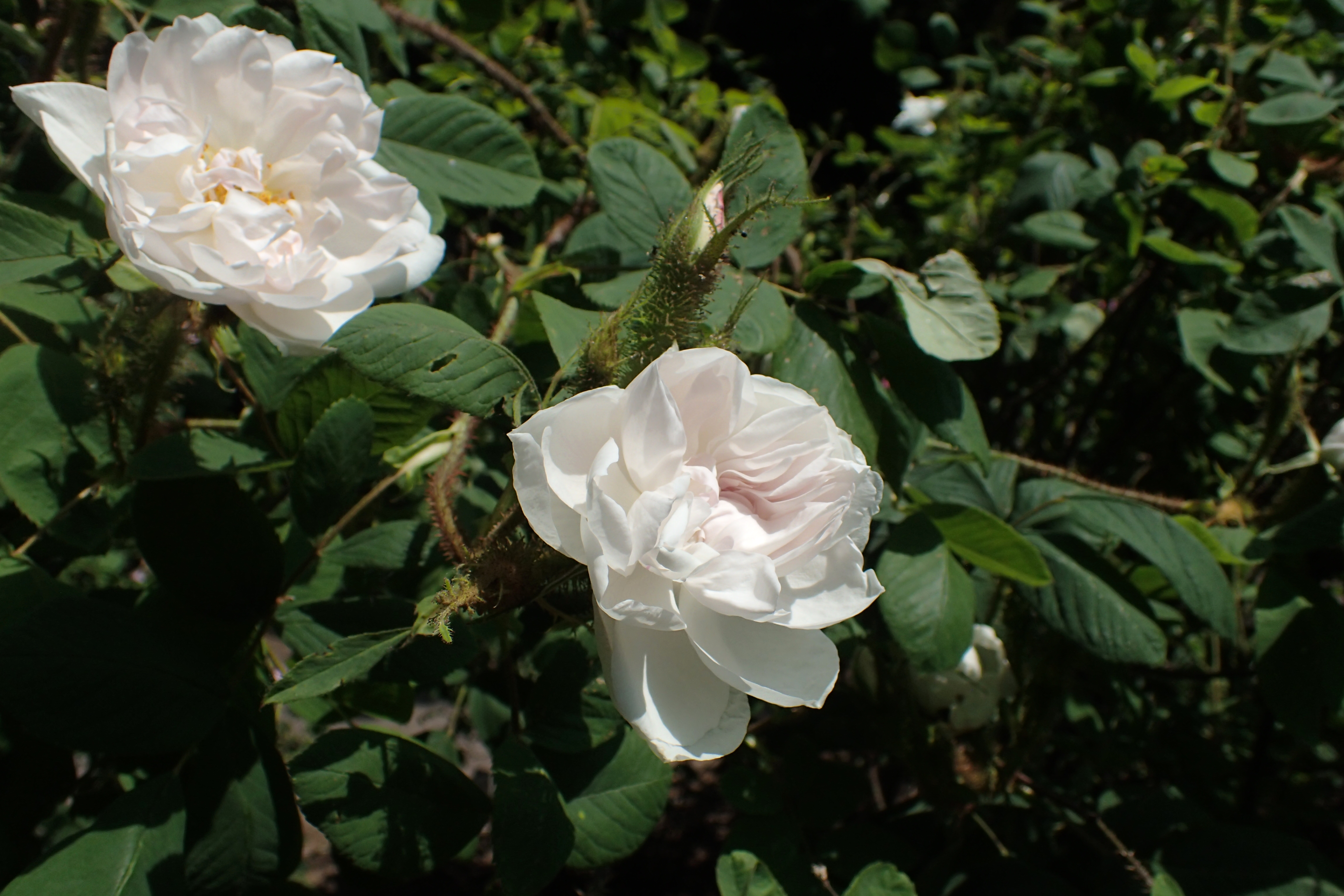
'Félicité Parmentier'
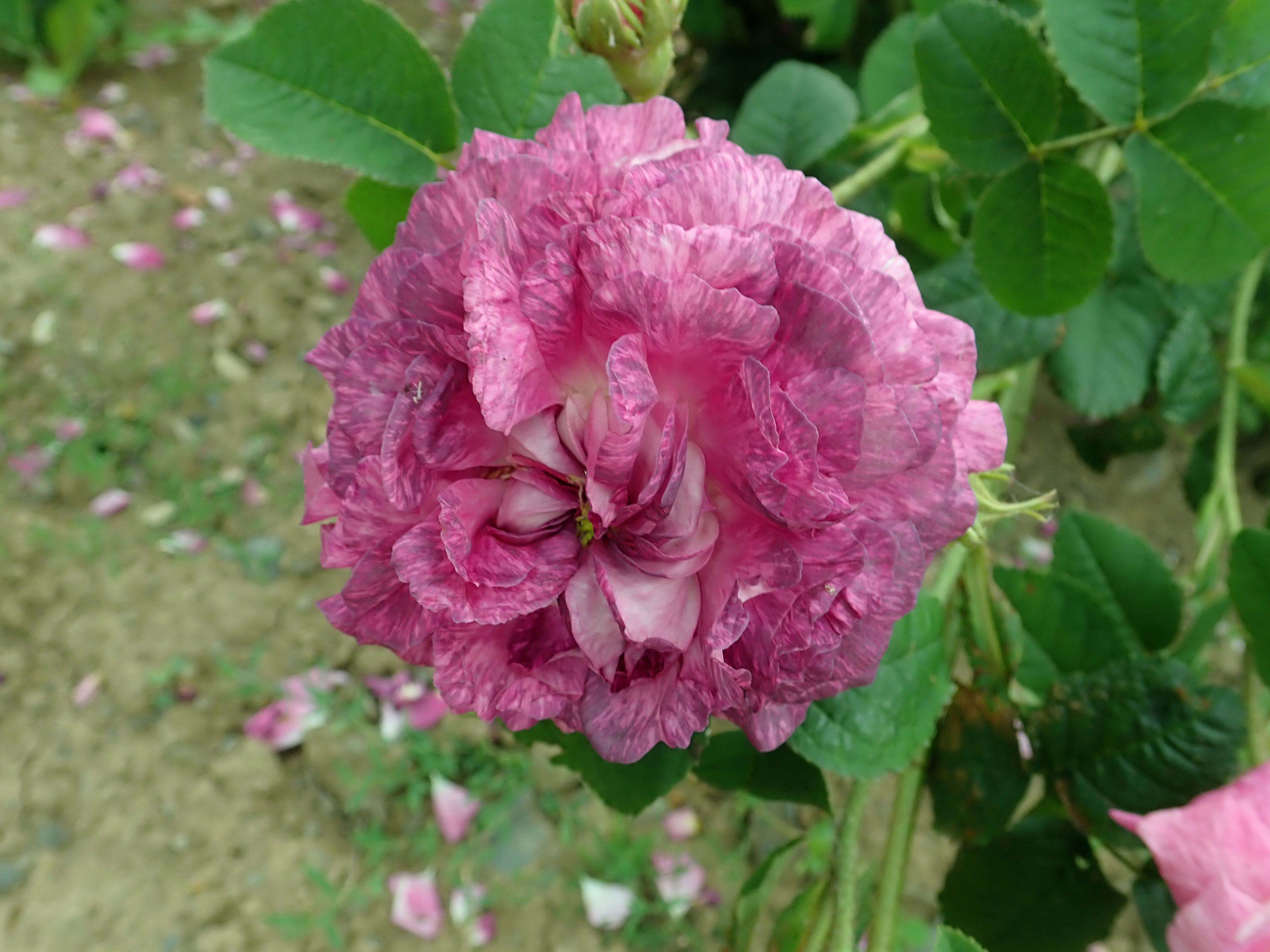
'Hector'
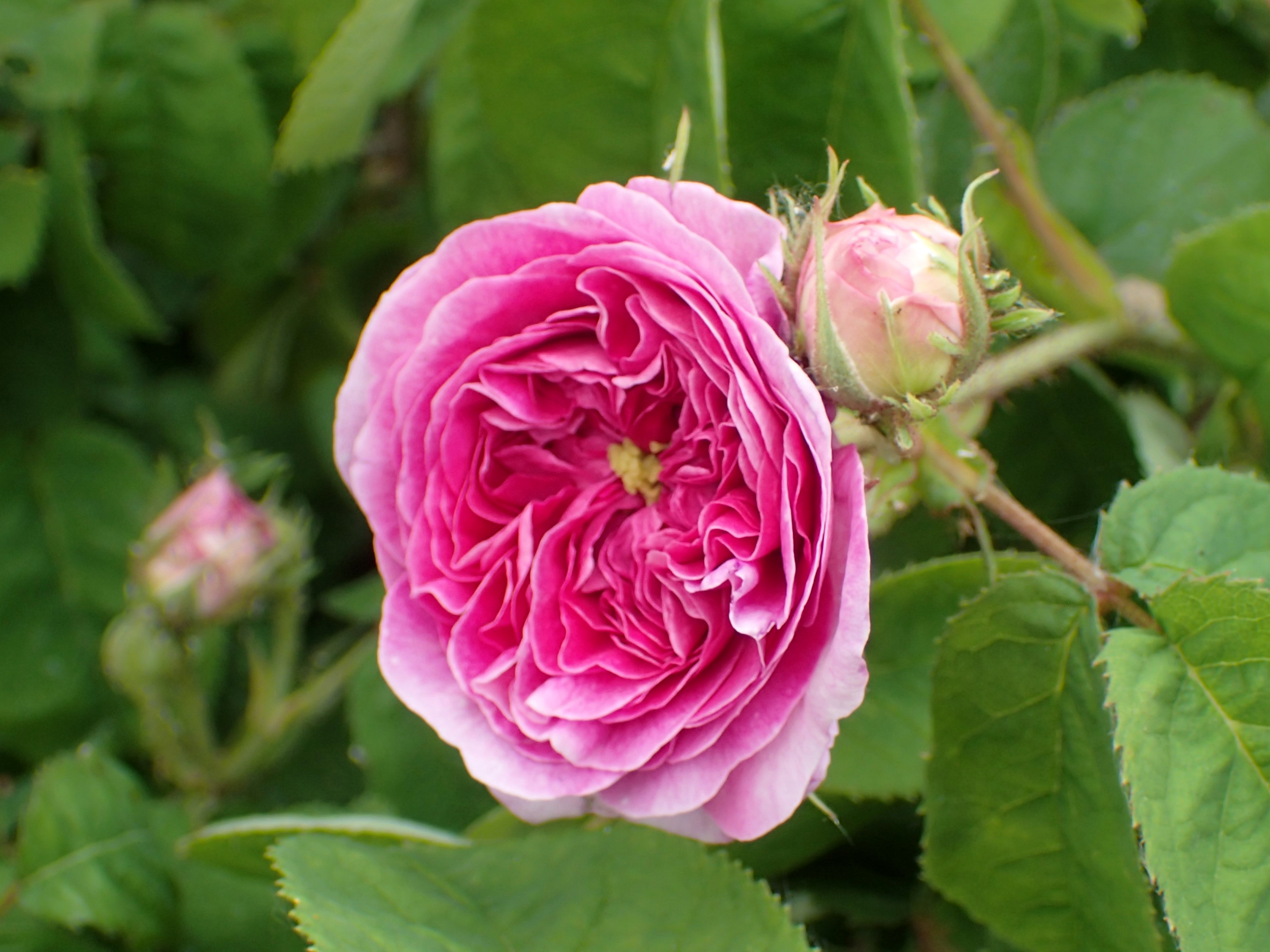
'Victor Parmentier'
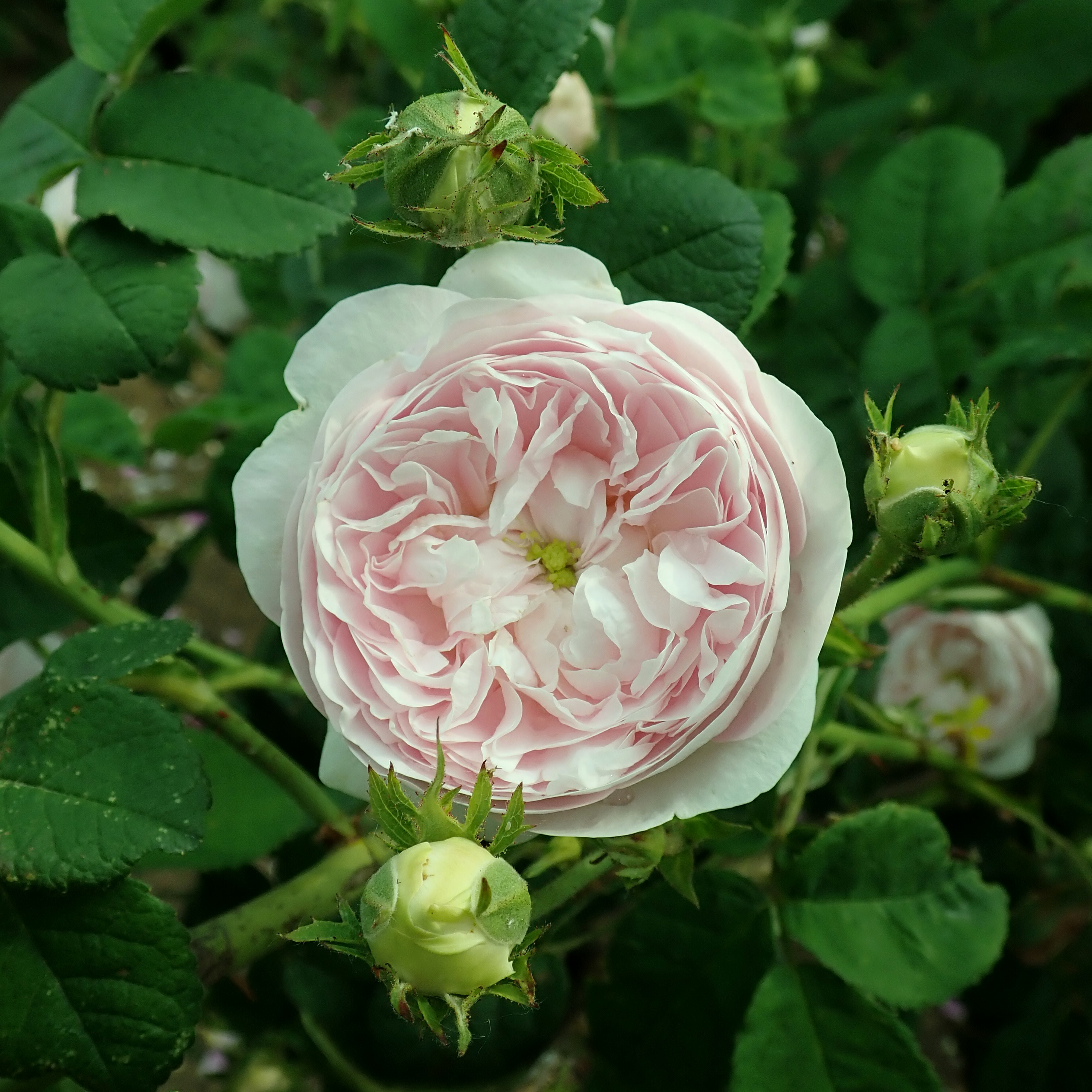
'De Schelfhout'